# Вільно-Нікольське
Ві́льно-Ні́кольське (рос. Вольно-Никольское, ерз. Вольно-Никольское) — село у складі Атюр'євського району Мордовії, Росія. Входить до складу Курташкинського сільського поселення.
Населення — 182 особи (2010; 232 у 2002).
Національний склад станом на 2002 рік:
- росіяни — 60 %
- мордва — 39 %